# پیر گوژه
پیر گوژه (فرانسوی: Pierre Gouget‎؛ ۲۲ مارس ۱۹۳۲ – ۶ ژوئیه ۲۰۰۳) دوچرخه‌سوار اهل فرانسه بود.